# Male gaze
Der male gaze (männlicher Blick) ist die Darstellung von Frauen aus einer männlichen, heterosexuellen Perspektive. Die feministische Filmtheorie beschreibt mit dem Begriff, wie Regisseure oder Drehbuchautoren Frauen in der visuellen Kunst und Literatur von einer männlichen, heterosexuellen Perspektive aus darstellen. Um den Bedürfnissen des männlichen Betrachters zu entsprechen, werden Frauen dabei als sexuelle Objekte präsentiert und repräsentiert. Der male gaze umfasst in den visuellen und ästhetischen Präsentationen des erzählenden Kinos drei Perspektiven: erstens die der Kamera auf das Geschehen, zweitens die der männlichen Charaktere in der filmischen Repräsentation und drittens die des Publikums.
Die Filmkritikerin Laura Mulvey hat den Begriff des male gaze geprägt, der sein konzeptionelles Gegenstück im female gaze findet. Als eine Art Frauen und die Welt zu betrachten, gleicht die Psychologie des male gaze der Psychologie der Skopophilie, der Lust am Schauen („pleasure of looking“).

## Hintergrund
Der Vordenker des Existentialismus Jean-Paul Sartre führte das Konzept des le regard (dt.: der Blick, engl.: the gaze) in Das Sein und das Nichts (L'Être et le néant, 1943) ein. Er unterscheidet dabei zwischen zwei Haltungen im zwischenmenschlichen Blick: Zum einen können wir Menschen als Objekt betrachten. Zum anderen können wir uns selbst als Objekt wahrnehmen, das betrachtet wird. Indem die erblickte Person nicht als Mensch, sondern als Objekt wahrgenommen wird, entsteht ein subjektives Machtgefälle, das sowohl von den Betrachtern als auch von den Betrachteten wahrgenommen wird.
In ihrem Essay „Visuelle Lust und narratives Kino“ (1975) entwickelt Laura Mulvey das Konzept des männlichen Blicks. Darin stellt sie die These auf, dass sich die politische und soziale Ungleichheit zwischen Männern und Frauen auf die cinematische Darstellung von Geschlechtern auswirkt. Diese seien von dem männlichen Blick geprägt und würden demnach den Bedürfnissen des männlichen Betrachters und den Idealen des Patriarchats entsprechen. Als Beleg bezieht sich Mulvey auf Szenen, in denen bestimmte weibliche Körperteile fokussiert werden, die mit sexueller Attraktivität verknüpft sind. Das Publikum muss diese Kameraführung akzeptieren, unabhängig davon, zu welchem Geschlecht die Zuschauer sich sexuell hingezogen fühlen. Somit wird die männliche Perspektive zur dominanten, wenn nicht gar zur einzigen. Im Bereich der Medienwissenschaften und feministischer Filmtheorie ist der männliche Blick konzeptionell verbunden mit voyeuristischem Verhalten (Zusehen als Form sexueller Befriedigung), Skopophilie (krankhafte Neugier) und Narzissmus (Befriedigung durch Selbstbetrachtung).
„Frauen werden beispielsweise so ins Bild gerückt, dass man mehr von ihrem Körper sieht, oder sie werden eher beim Zuhören gezeigt, während Männer beim Sprechen gezeigt werden.“ so die Germanistin Maren Lickhart.
Als ideologische Basis des Patriarchats dient ein Wertesystem, in dem durch Männer erzeugte Institutionen, beispielsweise das Filmgeschäft, Werbung oder Mode einseitig bestimmen, was natürlich und normal in der Gesellschaft ist. Dabei gilt, dass Filme nicht nur von Männern, sondern auch für Männer gemacht werden – dem männlichen Blick wird mehr Bedeutung zugeschrieben als dem weiblichen. :14:127 Die von Männern erzeugte Norm wird im Laufe der Zeit gesellschaftlich als natürliche Norm angenommen. Dass Männer die Betrachter und Frauen die Betrachteten darstellen, wird zur Norm und die Hierarchie der „unterlegenen Frau“ und des „überlegenen Mannes“ als natürlich angenommen.

## Konzepte

### Skopophilie
Eine These zur Erklärung des male gaze basiert zum einen auf dem Freudschen Konzept der Skopophilie, der „Lust, die mit sexueller Attraktion verbunden ist“ – einer extremen Form des Voyeurismus. Zum anderen auf dem Konzept der skopophilen Lust, die mit einer sogenannten narzisstischen Identifikation, der Introjektion des idealen Egos, verknüpft ist. Es wird hierbei deutlich, wie Frauen dazu genötigt werden, Kino über den Blick des männlichen Betrachters zu konsumieren, und zwar sowohl sexuell, ästhetisch und kulturell. In derartigen cineastischen Darstellungen wird der Frau eine eigene Identität abgesprochen. Sie wird entmenschlicht als reines Objekt der Begierde dargestellt und auf ihr Aussehen reduziert. All das um der sexuellen Fantasie des männlichen Betrachters zu entsprechen.

### Publikum
Es wird zwischen zwei Arten von Zuschauern von Filmen unterschieden, wobei die Zuschreibung der sozialen Rollenbildern bewusst oder unbewusst passiert. Im Verhältnis zur Theorie des Phallogozentrismus wird beim male gaze ein Film aus drei verschiedenen Perspektiven betrachtet. Der erste Blick ist der der Kamera, diese nimmt das Geschehen oder den Film auf. Der zweite Blick beschreibt das Publikum, das den Film ansieht (man könnte dies bereits als voyeuristischen Akt des Publikums deuten). Der dritte Blick ist der des Protagonisten, der in der aufgezeichneten Geschichte interagieren, also das gespielte Verhältnis der Schauspieler untereinander.
Im Ergebnis bedeutet das, dass das Zusehen an sich als etwas männliches, als der aktive Part wahrgenommen wird, das Betrachtetwerden als etwas weibliches – als der passive Part.
Basierend auf diesem patriarchalen Konstrukt präsentiere und repräsentiere das Kino Frauen als Objekt der Begierde. Das Auftreten der weiblichen Charaktere in Filmen stelle auf eine streng visuelle und erotische Wirkung ab. Frauen in Filmen seien demnach dazu da, schön auszusehen. Daraus folge, dass die Schauspielerinnen niemals eine entscheidende Rolle spielen sollten, ihr Handeln habe keinen direkten Einfluss auf die Erzählung. Vielmehr existierten sie, um dem männlichen Schauspieler zur Seite zu stehen und ihn zu unterstützen. Die Frau „[trägt] die Bürde der sexuellen Objektifizierung“, ein Zustand, der für den männlichen Schauspieler untragbar wäre. Hier kann die Verknüpfung zur Skopophilie gezogen werden. Die Frau befriedigt als sexuelles Objekt das ästhetische Bedürfnis des Mannes.
Das „lustvolle Zusehen“ setzt sich aus zwei Komponenten zusammen:
1. Beim Voyeurismus resultiert die Lust der Zusehenden aus dem Ansehen einer anderen Person aus der Ferne aus diversen Fantasien (häufig sexueller Natur). Diese werden in die beobachtete Person projiziert.
2. Beim Narzissmus basiert die Lust der Betrachter auf der Selbstanerkennung, die durch die Betrachtung einer anderen Person entsteht. Alle Menschen, die nicht dem männlichen Geschlecht angehören, müssen sich, um einen Film genießen zu können, mit dem männlichen Protagonisten identifizieren und seine Perspektive annehmen, die des männlichen Betrachters.[10]

Der Dramatiker Wendy Arons sagte über das Genre des Actionfilms, dass die Übersexualisierung des weiblichen Charakters die Bedrohung der Entmannung verringere, wenn eine Frau Gewalt anwendet: „Der Fokus auf den [Frauen]körper als einen Körper, bei dem der Fokus auf den Brüsten, Beinen und den Hintern gesetzt wird – verringert die Gefahr, dass die Frau das Bild der Beschaffenheit der Gesellschaft [auf kritische Art und Weise] hervorhebt, indem der männliche Betrachter in seinem männlichen Privileg und als Besitzer des objektifizierenden Blickes bestätigt wird.“

### Der Weibliche Blick (female gaze)
Der female gaze folgt dem gleichen Konzept wie male gaze. Es geht um den Blick, den Frauen in patriarchalen Machtstrukturen auf sich selber und andere Frauen werfen. Der male gaze ist zum einen ein Auswuchs der Ungleichheit zwischen dem betrachtenden Mann und der betrachteten Frau, aber auch ein bewusstes oder unbewusstes Werkzeug, um eine Ungleichheit zwischen den Geschlechtern voranzutreiben, die den patriarchalen Geschlechterverhältnissen dient. Demnach könnte der Eindruck erweckt werden, dass eine Frau, die die sexuelle Objektifizierung des männlichen Blickes begrüßt, die sozialen Normen, die sich zum Vorteil der Männer etabliert haben, verstärkt. Oder ihr könnte unterstellt werden, eine exhibistionistische Frau zu sein, die einen sozialen Vorteil aus der sexuellen Objektifizierung zieht.
Mulvey sagte, der female gaze sei analog zu dem male gaze, weil „die männliche Figur die Bürde der sexuellen Objektifizierung nicht tragen kann. Ein Mann muss widerwillig auf sein exhibitionistisches Ich blicken.“ Bei der Beschreibung der Beziehung zwischen den Charakteren der Novelle Sargassomeer von Jean Rhys beschrieb Nalini Paul, wie der Charakter der Antoinette auf Rochester blickt und einen Kranz um ihn legt, sie lässt ihn heroisch erscheinen. Dennoch „fühlt sich Rochester in seiner ihm aufgezwängten Rolle nicht wohl, folglich weist er sie zurück, indem er den Kranz beseitigt und die Blumen zerstört“. Aus der männlichen Perspektive besitzt ein Mann den Blick, weil er der Mann ist, während die Frau den Blick nur besitzt, wenn sie die Rolle des Mannes annimmt und somit den male gaze besitzt; wenn sie andere Menschen objektifiziert, indem sie so auf sie blickt, wie ein Mann es würde.
Eva-Maria Jacobsson stimmt der Beschreibung von Paul des female gaze als „bloße Kreuzidentifikation mit Männlichkeit“ zu, dennoch gäbe es auch eine Objektifizierung von Männern durch Frauen, die Existenz eines diskreten female gaze könne beispielsweise in Werbungen in Jugendmagazinen gefunden werden. Entgegen der Annahme Mulveys, dass der Blick das Eigentum eines Geschlechts oder dass der female gaze lediglich ein verinnerlichter male gaze sei, bleibt bei Jacobsson offen: „Zunächst wurde der 1975 verfasste Artikel Visuelle Lust und Narratives Kino als Polemik geschrieben und, wie von Mandy Merck beschrieben, als ein Manifest; deshalb hatte ich kein Interesse daran, die Argumentation zu verändern. Meiner Meinung nach ist es eindeutig, dass in der Retrospektive, aus einer differenzierteren Perspektive, er [der Artikel] von der Unausweichbarkeit des männlichen Blickes handelt. Zudem kann in den Machtverhältnissen in menschlichen Beziehungen der Beobachter Angehörige desselben Geschlechts auch aus nicht-sexuellen Gründen betrachten, wie zum Vergleich des Körperbildes und der Kleidung des Betrachtenden zum Körper und Kleidung der betrachteten Person.“:127

## Weitere Theorien

### Matrixial gaze
Mit ihrem Konzept des „matrixial gaze“ übt Bracha Ettinger Kritik am male gaze. Sie kritisiert, dass ein matrixial gaze nicht funktionsfähig sei, wenn der männliche Blick als Gegensatz zum weiblichen Blick verstanden wird. Schließlich würden sich die beiden Perspektiven durch ein Fehlen gegenseitig konstituieren, was Lacans Definition von gaze entspricht. Ettinger setzt diesem Ansatz das Konzept des matrixial gaze entgegen, in dem ein Subjekt und sein Objekt nicht als existierend oder fehlend gedacht werden. Sie versteht das Subjekt im Rahmen einer Transsubjektivität und Teilbarkeit („shareability“). Dieses Verständnis basiert auf der „feminin-matrixialen Differenz“, die dem phallischen Gegensatz männlich–weiblich entflieht und durch Koexistenz produziert wird. Im Unterschied zu Lacans späterer Arbeit ist Ettingers Perspektive auf die Struktur des Subjekts das „Selbst“, das dekonstruiert ist und somit eine Perspektive auf weibliche Dimensionen mit einem hybriden, variablen matrixmäßigen Blick produziert.

### Sehen der nackten Frau
In der TV-Serie und dem Buch Ways of Seeing (1972) adressiert der Kunstkritiker John Berger die sexuelle Objektifizierung von Frauen in der Kunst, indem er untermalt, dass der Mann als betrachtendes Subjekt und die Frau als betrachtetes Subjekt gedacht wird. Zum Zwecke der „Kunst-als-Spektakel“ handelt der Mann und über Frauen wird verhandelt, was mit den sozialen Bedingungen des Publikums übereinstimmt. Diese Bedingungen werden durch künstlerische und ästhetische Konventionen der Objektifizierung, die Künstler nicht überschritten haben, bestimmt. Nichtsdestotrotz ist sich die nackte Frau, die ein Subjekt der bildenden Kunst seit der Renaissance darstellt, darüber bewusst, dass sie von dem Betrachter des Bildes angeschaut wird.
In der Produktion von Kunst werden die Objektifizierung der Frau durch einen männlichen Blick und Lacans Theorie der sozialen Entfremdung durch Konventionen über künstlerische Repräsentationen miteinander verbunden. Laut Lacans Spiegeltheorie kommt es zu dieser Entfremdung durch die psychologische Spaltung, die aus dem Erkennen des Selbst, so wie es ist, und dem Erkennen seiner Selbst, als eine idealisierte Repräsentation, entsteht. In der italienischen Renaissancemalerei, vor allem im Genre des weiblichen Aktes, entsteht die wahrnehmbare Spaltung durch das zeitgleiche Betrachten und Betrachtet-Werden und durch das Sehen seiner selbst durch den Blick anderer Menschen.

### Der weibliche Blick (female gaze)
Das Konzept des female gaze ist vielfältig und wird unterschiedlich interpretiert. So spricht Lorraine Gammen in Watching the Detectives: The Enigma of the Female Gaze von 1989 davon, dass sich der female gaze im Gegensatz zum male gaze dadurch kennzeichnet, dass die Macht der Skopophilie verschoben wird. Da der female gaze parallel zu dem Raum, der von Männern beansprucht wird, entstehe und nicht komplett getrennt von ihm zu betrachten ist, kreiere diese Verschiebung die Möglichkeit unterschiedliche Blickwinkel einzunehmen. Sie suggeriert, dass der female gaze demnach nicht dem Voyeurismus des male gaze entspricht, da das Ziel des female gaze sei, die phallozentrische Macht des male gaze zu zerstören, indem andere Betrachtungsweisen bereitgestellt werden. Der Photograph Farhat Basir Khan hingegen propagiert, dass der female gaze Photographien, die von einer Frau gemacht werden, innewohne. Dies negiere die stereotype männliche Perspektive, die „männlich konstruierten“ Photographien inhärent sei.

### Oppositioneller Blick (Oppositional gaze)
In dem Essay The Oppositional Gaze: Black Female Spectators (1997) argumentiert bell hooks, dass schwarze Frauen außerhalb der Lust am Schauen platziert werden, indem sie als Subjekte des male gaze ausgeschlossen werden. Hooks ficht an, dass die Kritik feministischer Filmkritiker nur die filmischen Präsentationen und Repräsentationen von weißen Frauen mitdenke und die schwarze Frau diskursiv abwesend sei. Jane Gaines weist darauf hin, dass dies die Dämonisierung der Sexualität schwarzer Frauen impliziere. Sie führt weiter dazu aus, dass der Blick auf die weiße Frau dem weißen Mann vorbehalten ist.

### Queering the gaze
Die Theorie des male gaze bewegt sich oft innerhalb eines heteronormativen Paradigmas, in dem vor allem sexuelle Beziehungen zwischen Männern und Frauen thematisiert werden. Durch die Einführung des lesbian gaze, des lesbischen Blicks, haben Theoretikerinnen wie Karen Hollinger die Theorie des Blicks um eine queere Perspektive erweitert.

## Kritik am Begriff
Die feministische Kulturhistorikerin Camille Paglia kritisiert die Theorie vom male gaze als simplistisch. Sie sei formuliert worden von Menschen, die keine Ahnung von Kunstgeschichte hätten. Zudem sei es eine a-priori-Theorie, die eine Geschichte männlicher Unterdrückung und weiblicher Viktimisierung behaupte und dieses Modell dann in Bausch und Bogen auf kulturelle Werke anwende.